# Шмель Млокосевича
 Шмель Млокосевича (Bombus mlokosievitzi) — редкий вид перепончатокрылых насекомых из рода шмелей (семейства настоящих пчёл), относящийся к подроду Thoracobombus. Включён в Красную книгу Азербайджана. Численность сокращается из-за уменьшения площадей с цветущей растительностью из-за перевыпаса скота и покоса. Видовое название дано в честь русского зоолога Людвика Млокосевича.

## Распространение
Распространён в субальпийском и альпийском разнотравье в Палеарктическом регионе: эндемик Закавказья.